# Maurice Meslans
Maurice Meslans(27 de fevereiro de 1862 — 5 de outubro de 1938) foi um farmacêutico e químico francês.
Aluno de Henri Moissan, foi pioneiro da química de compostos orgânicos de flúor.